# نورمان ميلز برايس
نورمان ميلز برايس (بالإنجليزية: Norman Mills Price)‏ هو فنان أمريكي، ولد في 16 أبريل 1877، وتوفي في 2 أغسطس 1951.